# Вилла-Вичентина
Вилла-Вичентина (итал. Villa Vicentina) — бывшая коммуна в Италии, в области Фриули-Венеция-Джулия, в провинции Удине. В 2018 году упразднена и вместе с коммуной Фьюмичелло объединена в новую коммуну Фьюмичелло-Вилла-Вичентина как её фракция (населённый пункт).
Население составляет 1403 человека (2008 г.), плотность населения составляет 268 чел./км². Занимает площадь 5 км². Почтовый индекс — 33059. Телефонный код — 0431.
Покровительницей коммуны почитается Пресвятая Богородица, празднование 12 сентября.

## Демография
Динамика населения:

## Администрация коммуны
- Официальный сайт: http://www.comune.villavicentina.ud.it